# کارولین لامارش
کارولین لامارش (به فرانسوی: Caroline Lamarche) نویسنده قرن بیستم میلادی اهل بلژیک است.